# (9559) 1987 DH6
A (9559) 1987 DH6 a Naprendszer kisbolygóövében található aszteroida. Henri Debehogne fedezte fel 1987. február 23-án.